# Magic Pockets
Magic Pockets ist ein Computerspiel der Bitmap Brothers. Das Spiel erschien 1991 für Amiga, Acorn Archimedes und Atari ST sowie 1992 für MS-DOS auf 3,5-Zoll-Diskette. Viele Spieler sahen eine starke Ähnlichkeit mit Gods, das von den gleichen Spieleentwicklern nur wenige Monate zuvor veröffentlicht wurde.

## Beschreibung
Das Spiel ist eine Art Jump ’n’ Run mit spezieller Angriffstechnik. Der Held des Spieles ist Bitmap Kid, ein kleiner Junge mit Baseballkappe und Sonnenbrille. Aus seiner Hosentasche wirft er je nach Level mit Wirbelwinden, Regenwölkchen oder Schneebällen um sich, um seine Gegner in lohnende Items zu verwandeln. Diese lassen sich entweder zur Punktekomplettierung verwerten oder für bestimmte Extras aufsparen, wie einer Kaffeetasse, die die Schussfrequenz erhöht, dem Teleporter in Geheimräume oder Extraleben. Daneben gibt es weitere Waffen wie einen Helm mit eingebauter Laserkanone. Die höheren Levels können mit Levelcodes, die man nach erfolgreichem Abschluss eines Levels bekommt, direkt angesteuert werden.